# Neopallene antipoda
Neopallene antipoda är en havsspindelart som beskrevs av Stock, J.H. 1954. Neopallene antipoda ingår i släktet Neopallene och familjen Callipallenidae. Inga underarter finns listade i Catalogue of Life.